# Copersucar FD01
Chronologie des modèles (1975)
Aucun Copersucar FD02
La Copersucar FD01 est la première monoplace de Formule 1 de l'écurie brésilienne Fittipaldi Automotive, engagée dans le cadre du championnat du monde de Formule 1 1975. Première monoplace de l'ingénieur brésilien Richard Divila, la FD01 est pilotée par le Brésilien Wilson Fittipaldi, fondateur de l'écurie.

## Historique
La Copersucar FD01 ne participe qu'à une seule épreuve, le Grand Prix d'Argentine, première manche de la saison. Lors des qualifications, Wilson Fittipaldi réalise le vingt-troisième et dernier temps de la séance en 2 min 0 s 22, à près de six secondes du vingt-deuxième qualifié, Mike Wilds sur British Racing Motors, et à onze secondes de la pole position réalisée par Jean-Pierre Jarier, qui tourne en moyenne 18 km/h plus vite. 
En course, le Brésilien atteint la dix-huitième place dès le premier tour mais abandonne à la suite d'un accident au douzième tour,,.
Dès le Grand Prix suivant, disputé au Brésil, la FD01 est remplacée par la Copersucar FD02.

## Résultats détaillés en championnat du monde de Formule 1

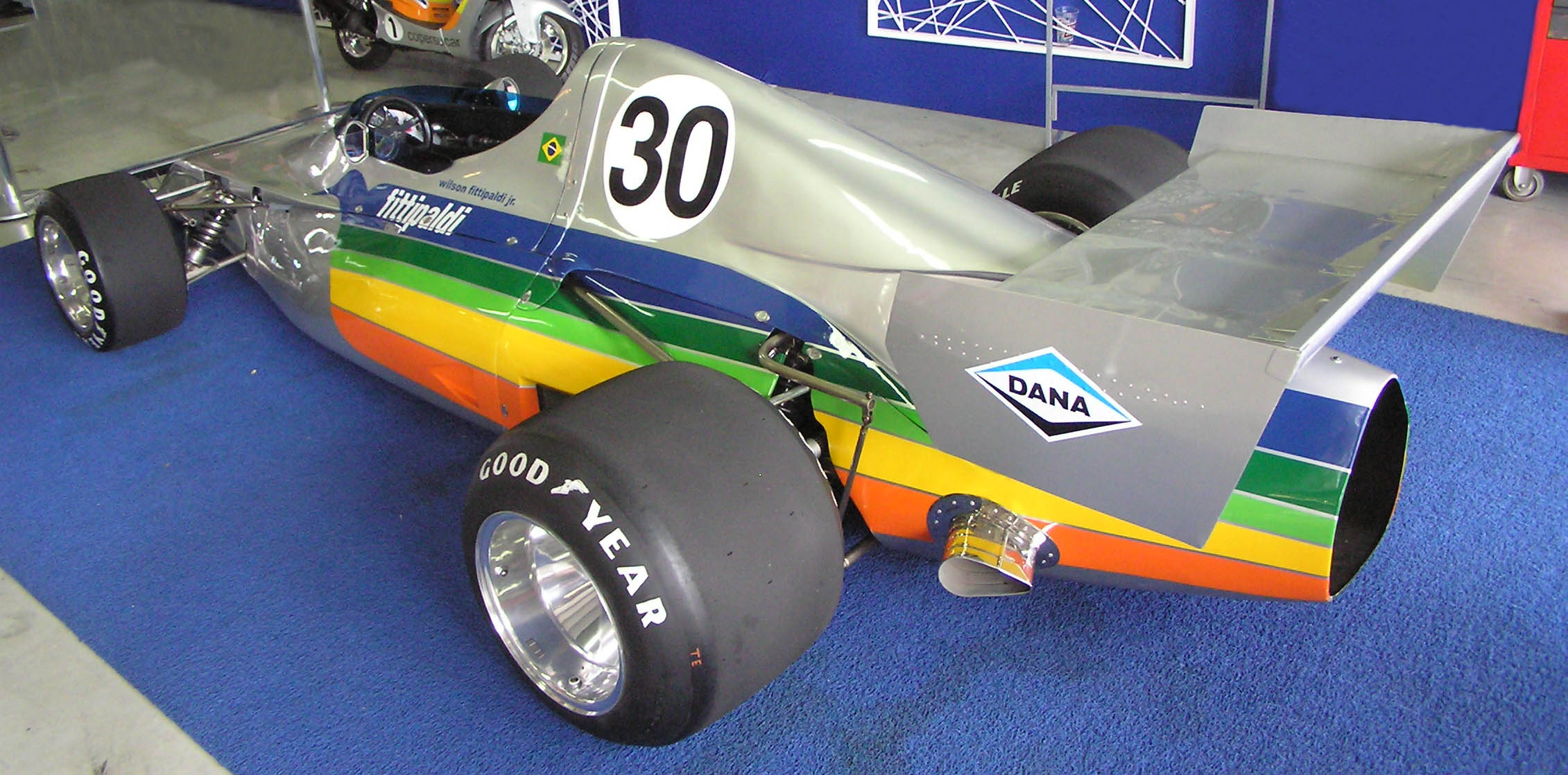
La Copersucar FD01 à Interlagos en 2007

| Saison | Écurie                | Moteur               | Pneumatiques | Pilotes           | Courses | Courses | Courses | Courses | Courses | Courses | Courses | Courses | Courses | Courses | Courses | Courses | Courses | Courses | Points inscrits | Classement |
| Saison | Écurie                | Moteur               | Pneumatiques | Pilotes           | 1       | 2       | 3       | 4       | 5       | 6       | 7       | 8       | 9       | 10      | 11      | 12      | 13      | 14      | Points inscrits | Classement |
| ------ | --------------------- | -------------------- | ------------ | ----------------- | ------- | ------- | ------- | ------- | ------- | ------- | ------- | ------- | ------- | ------- | ------- | ------- | ------- | ------- | --------------- | ---------- |
| 1975   | Copersucar-Fittipaldi | Ford-Cosworth DFV V8 | Goodyear     |                   | ARG     | BRÉ     | AFS     | ESP     | MON     | BEL     | SUÈ     | P-B     | FRA     | GBR     | ALL     | AUT     | ITA     | USA     | 0               | 16e        |
| 1975   | Copersucar-Fittipaldi | Ford-Cosworth DFV V8 | Goodyear     | Wilson Fittipaldi | Abd     |         |         |         |         |         |         |         |         |         |         |         |         |         | 0               | 16e        |

Légende : ici